# Nicolaas van Wijk
Nicolaas van Wijk (Delden, 1880 – Leida, 1941) è stato uno scrittore olandese.
Docente di slavo all'università di Leida dal 1913, nel 1912 rifece il dizionario nederlandese di Johann Franck e negli anni trenta diede alle stampe varie ricerche sul baltoslavo.